# Lorenzo Nidiaci
Lorenzo Nidiaci (Poggibonsi, 9 maggio 1870 – Poggibonsi, 30 gennaio 1947) è stato un pallonista italiano.

## Biografia
Fu una delle spalle più talentuose della sua epoca. Di media statura, tarchiato e robusto era rapido, potente e guizzante: lo soprannominarono Napoleone poiché il suo fisico era simile a quello dell'imperatore francese. Divenne professionista nel 1892 e subito si distinse per le sue doti tecniche e atletiche. Era maestro nel riuscire a rinviare i palloni destinati alla volata con un colpo di sopraccapo, effettuato con il bracciale alzato verticalmente: nello specifico sembrava che colpisse appena il pallone ma questo, talvolta, partiva dal suo bracciale con tanta energia da arrivare sino la spalla avversaria. Altro suo colpo di repertorio era il sottobecco, che eseguiva facendo un mezzo salto e spesso, per la spinta data al pallone, risultava una volata. Di solito respingeva i palloni in controbalzo con un movimento del braccio a semicerchio verso l'alto quindi dava alla sfera una velocità che la spingeva, a volte, sino la rete di protezione della metà campo opposta. Fu ingaggiato da squadre di Firenze, Bologna, Roma, Milano, Torino, Faenza, Cesena. Era pure noto per il suo temperamento impulsivo e alquanto focoso; dopo il ritiro dal bracciale, si dedicò alla produzione d'insaccati divenendo apprezzato per la sua finocchiona sbriciolona.